# Saint-Dizier-l’Evêque
Saint-Dizier-l’Evêque – miejscowość i gmina we Francji, w regionie Burgundia-Franche-Comté, w departamencie Territoire de Belfort.
Według danych na rok 1990 gminę zamieszkiwało 346 osób, a gęstość zaludnienia wynosiła 32 osoby/km² (wśród 1786 gmin Franche-Comté Saint-Dizier-l’Evêque plasuje się na 418. miejscu pod względem liczby ludności, natomiast pod względem powierzchni na miejscu 389.).